# Famine de 2017 en Somalie
La famine de 2017 en Somalie, un des pays les plus pauvres d'Afrique, est la troisième en 25 ans. Elle fait suite à celles de 1991-1992 et de 2011 : cette dernière avait fait 260 000 morts. Elle survient alors que le pays est en guerre civile depuis les années 1990 et qu'une grande partie de la population est déplacée pour fuir les violences des milices Chababs. De novembre 2016 à juin 2017, 700 000 personnes ont fui leurs foyers pour des camps de déplacés. Cependant, la cause immédiate de cette crise alimentaire n'est pas le conflit mais la sécheresse. Moins catastrophique que celle de 2011, la famine se termine en juin 2017.

## Déroulement
Le 28 février, le président Mohamed Abdullahi Mohamed, élu le 16 du même mois, décrète l'état de « catastrophe nationale » et fait appel à l'aide internationale. Au printemps 2017, le taux de malnutrition général de la région est supérieur à 30%. 3,2 millions de personnes ont besoin d’une aide alimentaire d’urgence. La sécheresse, la pauvreté et l’insécurité ont chassé plus de 1,8 million de personnes sur les routes de l’exil. Près d’une personne sur six n’a plus de foyer". La moitié des habitants, soit 6,2 millions de personnes, attendent une aide alimentaire d’urgence selon l’Organisation Mondiale de la Santé. Le nombre d’enfants qui souffrent de malnutrition aiguë est de 1,4 million. La saison des pluies, qui commence en avril, est anormalement faible et n'arrose que le nord du pays, le centre et le sud restant démunis.

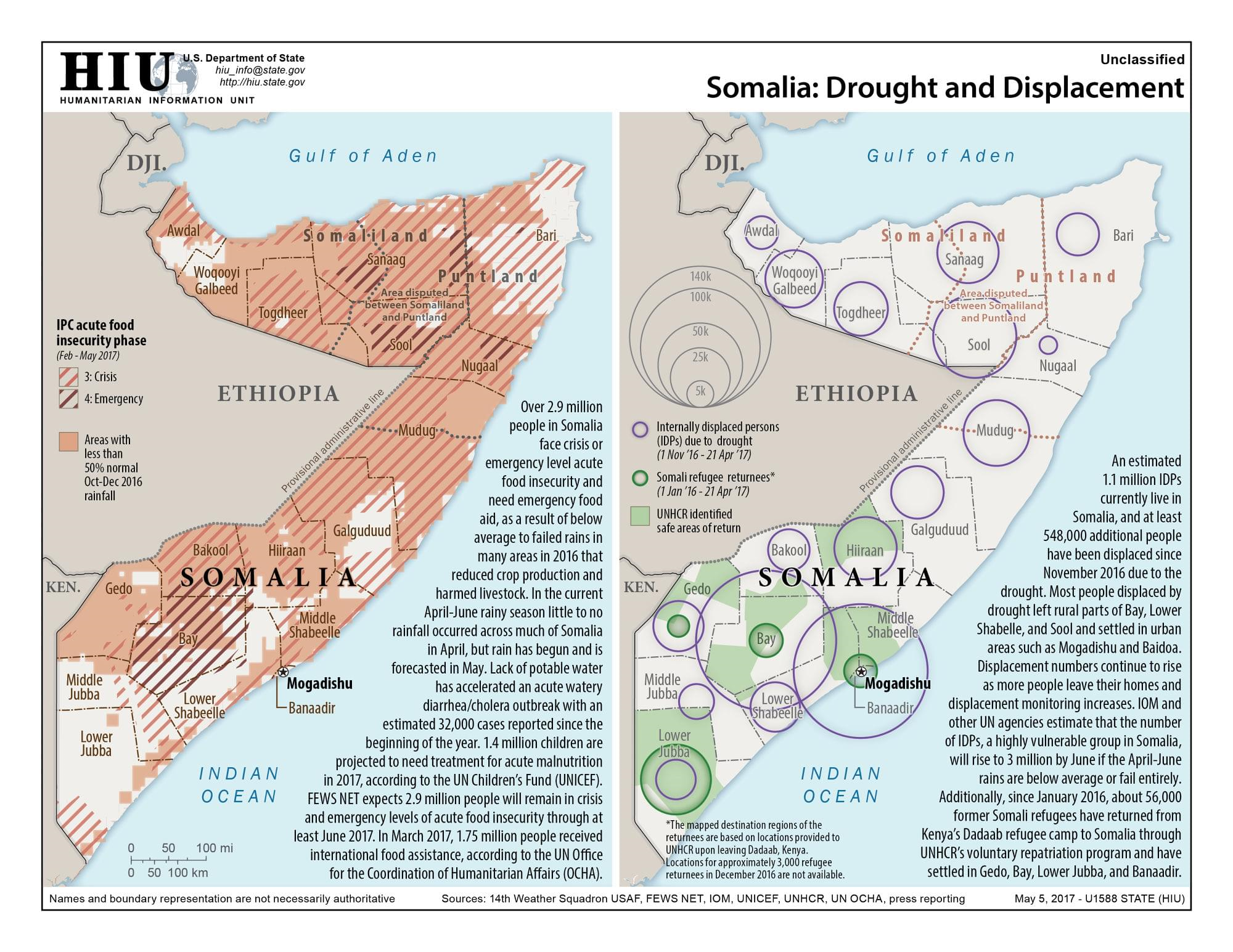
Sécheresse et déplacements de population en 2016-2017. À g., précipitations inférieures à 50% de la normale (en rose), disette (hachures rouges) et crise alimentaire aiguë (hachures brunes). À dr., déplacements ; les zones de relative sécurité sont en vert.

La disette favorise la propagation de maladies comme le choléra, la rougeole et des diarrhées aiguës. De février à juin 2017, le choléra touche 45 000 personnes et fait 738 morts dans 15 des 18 régions du pays.
Une conférence internationale, tenue le 11 mai 2017 à Londres, prévoit un plan pour restaurer l'autorité de l’État somalien et mettre fin à la famine et à la guerre. Pour rétablir la sécurité, la Mission de l'Union africaine en Somalie, force armée de 22 000 hommes fournis par plusieurs pays africains, voit son mandat prolongé mais devra quitter le pays en mai 2018. Les résultats sont incertains et le pays survit par l'aide de la diaspora somalienne, estimée à 1,3 milliard de dollars par an, plus que par l'aide internationale, qui ne dépasse pas 1 milliard. Le nombre de personnes déplacées passe de 1,6 à 2,5 millions de personnes.

## Causes
Les principales causes de la sécheresse et de son impact seraient l'instabilité, les conflits et le changement climatique , les conditions météorologiques extrêmes pouvant également jouer un rôle. El Niño  peut être aussi la cause de la sécheresse dans ce pays,,.

## Situation Humanitaire
Le Représentant de la FAO pour la Somalie, a noté que la situation dans de nombreuses zones rurales, en particulier Bay , Puntland , commence à ressembler "de manière inquiétante à la montée de la famine en 2010-2011".
Le 4 mars, le Premier ministre somalien Hassan Ali Khaire a annoncé qu'au moins 110 personnes étaient mortes de faim et de diarrhée dans la seule région de Bay.
L'Organisation internationale pour les migrations a également averti que si « des mesures ne sont pas prises immédiatement, les signaux d'alerte précoce pointent vers une crise humanitaire croissante en Somalie aux proportions potentiellement catastrophiques ».

## Sortie de crise
À la fin de juin 2017, alors que la saison des pluies s'achève, « on a évité le scénario catastrophe de 2011 » selon l'ambassadrice de l'Union européenne. La crise alimentaire est provisoirement résorbée, le nouveau gouvernement somalien a rétabli la confiance et arrive à payer ses fonctionnaires mais son autorité est précaire face à la corruption endémique, aux particularismes des régions et à la reprise des attentats des Chebabs.
Selon le Conseil norvégien pour les réfugiés, l'action rapide du secteur humanitaire a permis d'éviter le pire mais la situation humanitaire du pays reste fragile comme le montrent les inondations de novembre 2019.